# Mercedes-Benz M276
La sigla Mercedes-Benz M276 indica un motore a scoppio prodotto a partire dal 2010 dalla Casa tedesca Mercedes-Benz.

## Caratteristiche e versioni
A distanza di diversi mesi dal suo debutto, già nella metà del 2010, venne svelato il nuovo motore che, alla fine dello stesso anno avrebbe dovuto cominciare gradualmente a sostituire il 3.5 litri della famiglia M272. Questo motore prese la sigla di M276 e da esso, in seguito, sarebbero stati derivati altri propulsori, anche di cilindrata differente, come per esempio la versione top, con doppia sovralimentazione ma con cilindrata di 3 litri che riprende le caratteristiche del 3 litri M272.

In ogni caso, il primo motore M276 a debuttare aveva una cilindrata di 3.5 litri: esso era un'evoluzione del potente V6 da 3498 cm³ fino a quel momento utilizzato, del quale manteneva l'architettura principale e la cilindrata, ma ne differisce per numerose altre caratteristiche inedite o quasi, tra le quali va prima di tutto ricordato il diverso angolo tra le bancate di cilindri, in questo caso ridotto da 90° a 60°, in modo da ottenere un'unità motrice più compatta e soprattutto per ridurre ulteriormente le vibrazioni.
Un'altra importante caratteristica sta nell'alimentazione ad iniezione diretta, come nella più evoluta variante del motore M272 da 3.5 litri, ossia quella siglata come M272DE35 (dove le due lettere DE stanno per Direkteinspritzung, che in tedesco significa iniezione diretta), ma che in questo caso è stata ulteriormente ottimizzata al fine di aumentare le prestazioni e ridurre per contro i consumi. Ciò venne reso possibile, tra l'altro, dal fatto che venne smagrito il rapporto benzina/aria, ma evitando nel contempo gli inconvenienti tipici di questo tipo di alimentazione. Ciò si traduce quindi in una sensibile riduzione dei consumi: in generale, i motori M276 sono più prestanti dei motori M272 di analoga cilindrata e potenza, ma anche più parsimoniosi. 

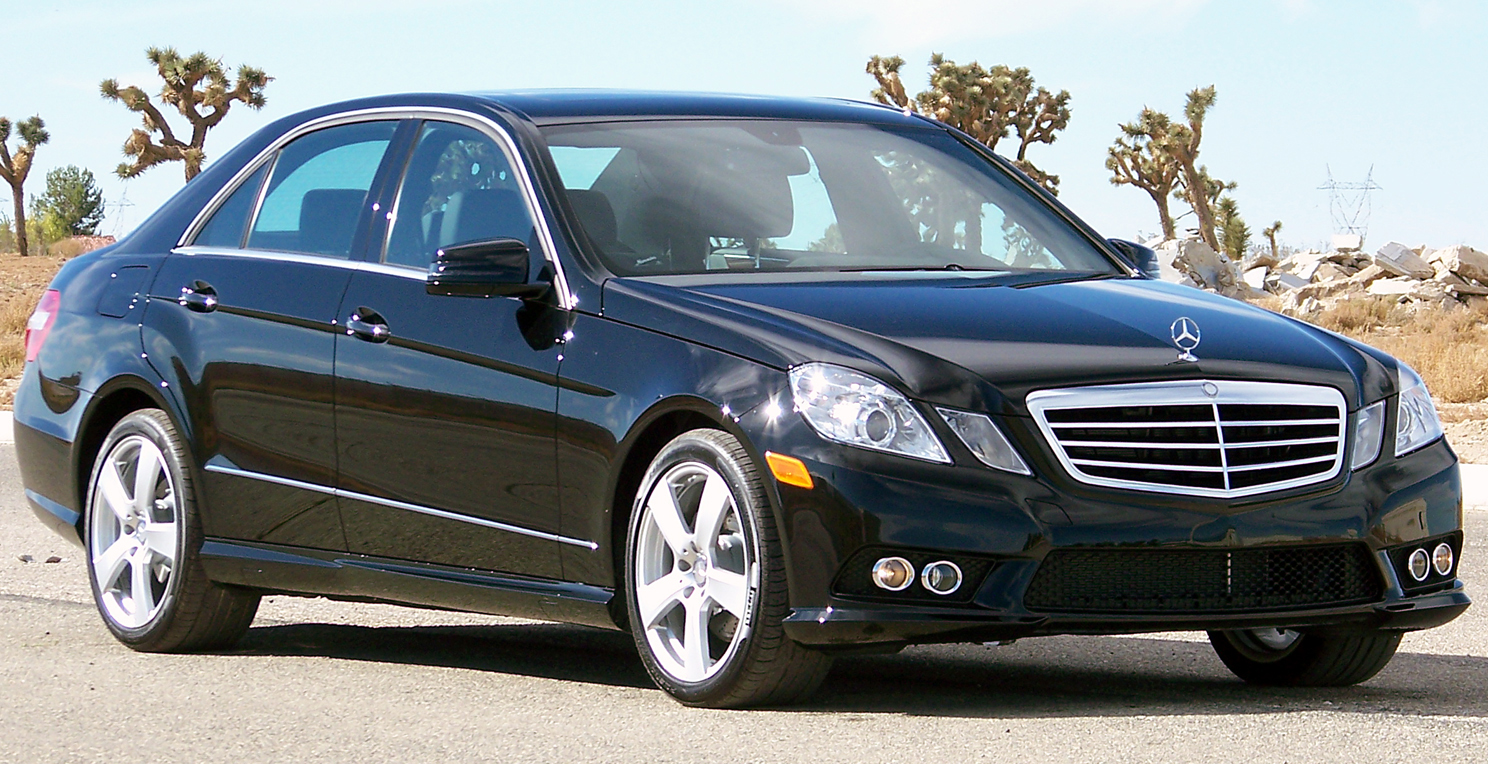
Tra i modelli che videro il debutto del motore M276 vi fu la Classe E W212 pre-restyling

Tra le altre caratteristiche di questo motore va segnalata l'accensione a scintilla multipla e ad iniezione programmata, che si avvale di iniettori piezoelettrici. Le camere di scoppio, gli iniettori e l'accensione a scintilla multipla sono stati sapientemente accordati tra loro in maniera tale da ottenere una combustione di tipo stratificato, una tecnica già utilizzata da alcuni anni da diverse Case automobilistiche e che in questo caso partecipa a ottimizzare la combustione della miscela aria/benzina.
Ed ancora, il motore M276 è caratterizzato dalla presenza del dispositivo Start/Stop che spegne il motore della vettura durante le code per poi riavviarlo automaticamente al momento di ripartire. Ciò, unitamente alle caratteristiche già descritte, alla sensibile riduzione degli attriti tra le parti in movimento ed al ridotto consumo di energia da parte dei dispositivi di servizio (come la pompa dell'acqua, per esempio), consente un sensibile risparmio nei consumi, che la Casa tedesca quantifica nel 20% in meno rispetto al motore M272 di pari cilindrata.
Riaussumendo, queste sono le caratteristiche generali del motore M276:
- architettura di tipo V6;
- angolo di 60° tra le bancate;
- basamento, monoblocco e testate in lega di alluminio;
- canne cilindri in lega Silitec di alluminio-silicio;
- testate a 4 valvole per cilindro;
- distribuzione a doppio asse a camme in testa per bancata;
- fasatura variabile continua lato aspirazione e scarico;
- asse a camme lato aspirazione mosso da catena;
- asse a camme lato scarico mosso da ingranaggi;
- collettori di aspirazione a lunghezza variabile realizzati in lega di silicio-magnesio;
- alimentazione ad iniezione diretta con iniettori piezoelettrici;
- accensione a doppia scintilla;
- biella in acciaio forgiato;
- albero a gomiti su quattro supporti di banco.

Il debutto del motore M276 è avvenuto alla fine del 2010, e più precisamente nel mese di novembre, quando è stata avviata la commercializzazione della Mercedes-Benz CLS350 CGI BlueEFFICIENCY. In questo caso il motore M276 era caratterizzato da una cilindrata di 3498 cm³ e la sua alimentazionme era di tipo atmosferico, cioè senza sovralimentazione, mentre la potenza massima era di 306 CV. In seguito questo motore ha trovato applicazione anche in altri modelli della Casa tedesca. Ma nel 2012 la famiglia dei motori M276 ha visto l'arrivo di una versione depotenziata del 3.5 litri di partenza e la cui potenza massima si fermava a 252 CV. Inoltre, nel 2013 è stata introdotta la già menzionata variante sovralimentata mediante due turbocompressori, ma con cilindrata ridotta a 2996 cm³. In questo caso la potenza massima saliva a 333 CV. Di pari potenza è anche la variante ibrida, che però sfrutta il motore 3.5 da 306 CV.
Infine, la sovralimentazione venne estesa alla variante da 3,5 litri a partire dal 2016, con l'arrivo della nuova generazione della Classe E.

### Tabella applicazioni
Di seguito sono riassunte tutte le caratteristiche e le applicazioni dei motori M276:
| Motore M276 |                        |                  |                          |                                           |                |                 |                                                                |                                       |
| Variante | Alesaggio x corsa (mm) | Cilindrata (cm³) | Rapporto di compressione | Alimentazione                             | Potenza CV/rpm | Coppia Nm/rpm   | Applicazioni                                                   | Anni di produzione                    |
| M276DE35 red. | 92.9x86                | 3498             | 12                       | Motore aspirato Iniezione diretta         | 252/6500       | 340/ 3500-4500  | Mercedes-Benz E300 BlueEFFICIENCY W212/S2121                   | 04/2011-08/2014                       |
| M276DE35 red. | 92.9x86                | 3498             | 12                       | Motore aspirato Iniezione diretta         | 252/6500       | 340/ 3500-4500  | Mercedes-Benz E300 BlueEFFICIENCY Coupé e Cabriolet C207/A2071 | 04/2011-08/2014                       |
| M276DE35 red. | 92.9x86                | 3498             | 12                       | Motore aspirato Iniezione diretta         | 252/6500       | 340/ 3500-4500  | Mercedes-Benz CLS 300 C218                                     | 02/2012-01/2018 (solo mercato cinese) |
| M276DE35 | 92.9x86                | 3498             | 12.2                     | Motore aspirato Iniezione diretta         | 306/6500       | 370/ 3500-5250  | Mercedes-Benz C350 W204, berlina e SW                          | 04/2011-12/2013                       |
| M276DE35 | 92.9x86                | 3498             | 12.2                     | Motore aspirato Iniezione diretta         | 306/6500       | 370/ 3500-5250  | Mercedes-Benz C350 Coupé C204                                  | 05/2011-06/2015                       |
| M276DE35 | 92.9x86                | 3498             | 12.2                     | Motore aspirato Iniezione diretta         | 306/6500       | 370/ 3500-5250  | Mercedes-Benz SLK 350 R172                                     | 03/2011-12/2015                       |
| M276DE35 | 92.9x86                | 3498             | 12.2                     | Motore aspirato Iniezione diretta         | 306/6500       | 370/ 3500-5250  | Mercedes-Benz E350 BlueEFFICIENCY W212/S2121                   | 09/2011-08/2014                       |
| M276DE35 | 92.9x86                | 3498             | 12.2                     | Motore aspirato Iniezione diretta         | 306/6500       | 370/ 3500-5250  | Mercedes-Benz E350 BlueEFFICIENCY Coupé e Cabriolet C207/A2071 | 04/2011-12/2016                       |
| M276DE35 | 92.9x86                | 3498             | 12.2                     | Motore aspirato Iniezione diretta         | 306/6500       | 370/ 3500-5250  | Mercedes-Benz CLS350 BlueEFFICIENCY C218                       | 09/2010-08/2014                       |
| M276DE35 | 92.9x86                | 3498             | 12.2                     | Motore aspirato Iniezione diretta         | 306/6500       | 370/ 3500-5250  | Mercedes-Benz S350 BlueEFFICIENCY W221                         | 2011-13                               |
| M276DE35 | 92.9x86                | 3498             | 12.2                     | Motore aspirato Iniezione diretta         | 306/6500       | 370/ 3500-5250  | Mercedes-Benz SL350 V6 R231                                    | 12/2011-05/2014                       |
| M276DE35 | 92.9x86                | 3498             | 12.2                     | Motore aspirato Iniezione diretta         | 306/6500       | 370/ 3500-5250  | Mercedes-Benz R350 4MATIC W251                                 | 2012-13                               |
| M276DE35 | 92.9x86                | 3498             | 12.2                     | Motore aspirato Iniezione diretta         | 306/6500       | 370/ 3500-5250  | Mercedes-Benz GLK350 BlueEFFICIENCY X204                       | 04/2011-06/2015                       |
| M276DE35 | 92.9x86                | 3498             | 12.2                     | Motore aspirato Iniezione diretta         | 306/6500       | 370/ 3500-5250  | Mercedes-Benz ML350 4Matic BlueEFFICIENCY                      | 11/2011-12/2014                       |
| M276DE35 Hybrid | 92.9x86                | 3498             | 12                       | Iniezione diretta + motore elettrico      | 333/65002      | 620/ 3500-52502 | Mercedes-Benz S400 Hybrid W222                                 | 06/2013-04/2017                       |
| M276DE30AL | 88x82.1                | 2996             | 10.5                     | Iniezione diretta biturbo                 | 333/ 5250-6000 | 480/ 1200-4000  | Mercedes-Benz E 400 4MATIC W213                                | 07/2016-04/2018                       |
| M276DE30AL | 88x82.1                | 2996             | 10.5                     | Iniezione diretta biturbo                 | 333/ 5250-6000 | 480/ 1200-4000  | Mercedes-Benz CLS 400 C218                                     | 09/2014-01/2018                       |
| M276DE30AL | 88x82.1                | 2996             | 10.5                     | Iniezione diretta biturbo                 | 333/ 5250-6000 | 480/ 1400-4000  | Mercedes-Benz C400 W205                                        | dal 08/2014                           |
| M276DE30AL | 88x82.1                | 2996             | 10.5                     | Iniezione diretta biturbo                 | 333/ 5250-6000 | 480/ 1400-4000  | Mercedes-Benz E400 W212/S212                                   | 05/2013-08/2014                       |
| M276DE30AL | 88x82.1                | 2996             | 10.5                     | Iniezione diretta biturbo                 | 333/ 5250-6000 | 480/ 1400-4000  | Mercedes-Benz E400 Coupé e Cabriolet C207/A207                 | 05/2013-08/2014                       |
| M276DE30AL | 88x82.1                | 2996             | 10.5                     | Iniezione diretta biturbo                 | 333/ 5250-6000 | 480/ 1400-4000  | Mercedes-Benz E 400 4MATIC Coupé C238 / Cabriolet A238         | 04/2017-05/2018                       |
| M276DE30AL | 88x82.1                | 2996             | 10.5                     | Iniezione diretta biturbo                 | 333/ 5250-6000 | 480/ 1400-4000  | Mercedes-Benz SL400 R231                                       | 03/2014-03/2016                       |
| M276DE30AL | 88x82.1                | 2996             | 10.5                     | Iniezione diretta biturbo                 | 333/ 5250-6000 | 480/ 1400-4000  | Mercedes-Benz ML400 W166                                       | 01/2015-07/2015                       |
| M276DE30AL | 88x82.1                | 2996             | 10.5                     | Iniezione diretta biturbo                 | 333/ 5250-6000 | 480/ 1400-4000  | Mercedes-Benz GLE400 W166                                      | dal 04/2015                           |
| M276DE30AL | 88x82.1                | 2996             | 10.5                     | Iniezione diretta biturbo                 | 333/ 5250-6000 | 480/ 1400-4000  | Mercedes-Benz GLE 400 Coupé C292                               | 04/2015-11/2019                       |
| M276DE30AL | 88x82.1                | 2996             | 10.5                     | Iniezione diretta biturbo                 | 333/ 5250-6000 | 480/ 1400-4000  | Mercedes-Benz GL400 X166                                       | 06/2014-10/2015                       |
| M276DE30AL | 88x82.1                | 2996             | 10.5                     | Iniezione diretta biturbo                 | 333/ 5250-6000 | 480/ 1400-4000  | Mercedes-Benz GLS400 4MATIC X166                               | dall'11/2015                          |
| M276DE30AL | 88x82.1                | 2996             | 10.5                     | Iniezione diretta biturbo                 | 333/ 5250-6000 | 480/ 1600-4000  | Mercedes-Benz S 400 4MATIC W222                                | 04/2015-04/2017                       |
| M276DE30AL | 88x82.1                | 2996             | 10.7                     | Iniezione diretta biturbo                 | 367/ 5500-6000 | 500/ 1800-4500  | Mercedes-Benz SL 400 R231                                      | 04/2016-07/2020                       |
| M276DE30AL | 88x82.1                | 2996             | 10.7                     | Iniezione diretta biturbo                 | 367/ 5500-6000 | 500/ 1800-4500  | Mercedes-Benz E 450 4MATIC W213                                | 09/2018-06/2020                       |
| M276DE30AL | 88x82.1                | 2996             | 10.7                     | Iniezione diretta biturbo                 | 367/ 5500-6000 | 500/ 1800-4500  | Mercedes-Benz E 450 4MATIC Coupé e Cabriolet C238/A238         | 09/2018-06/2020                       |
| M276DE30AL | 88x82.1                | 2996             | 10.7                     | Iniezione diretta biturbo                 | 367/ 5500-6000 | 500/ 1600-4000  | Mercedes-Benz S 450 / S 450 4MATIC W222                        | 06/2017-09/2020                       |
| M276DE30AL | 88x82.1                | 2996             | 10.7                     | Iniezione diretta biturbo                 | 367/ 5500-6000 | 500/ 1600-4000  | Mercedes-Benz S 400 4MATIC Coupé e Cabriolet C217              | 10/2015-08/2017                       |
| M276DE30AL | 88x82.1                | 2996             | 10.7                     | Iniezione diretta biturbo                 | 367/ 5500-6000 | 500/ 1600-4000  | Mercedes-Benz S 450 4MATIC Coupé e Cabriolet C217              | 09/2017-08/2020                       |
| M276DE30AL | 88x82.1                | 2996             | 10.7                     | Iniezione diretta biturbo                 | 367/ 5500-6000 | 520/ 2000-4000  | Mercedes-Benz GLE 450 AMG (C292 e W166)                        | 05/2015-07/2016                       |
| M276DE30AL | 88x82.1                | 2996             | 10.7                     | Iniezione diretta biturbo                 | 367/ 5500-6000 | 520/ 2000-4000  | Mercedes-Benz GLE 43 AMG (C292 e W166)                         | 07/2016-07/2017                       |
| M276DE30AL | 88x82.1                | 2996             | 10.7                     | Iniezione diretta biturbo                 | 367/ 5500-6000 | 520/ 2000-4000  | Mercedes-Benz GLS450 4MATIC X166 (solo per il mercato USA)     | dal 10/2015                           |
| M276DE30AL | 88x82.1                | 2996             | 10.7                     | Iniezione diretta biturbo                 | 367/ 5500-6000 | 520/ 2000-4200  | Mercedes-Benz C450 W205                                        | dal 01/2015                           |
| M276DE30AL | 88x82.1                | 2996             | 10.7                     | Iniezione diretta biturbo                 | 367/ 5500-6000 | 520/ 2000-4200  | Mercedes-Benz C43 AMG W205                                     | 07/2016-04/2018                       |
| M276DE30AL | 88x82.1                | 2996             | 10.7                     | Iniezione diretta biturbo                 | 367/ 5500-6000 | 520/ 2000-4200  | Mercedes-Benz SLC 43 AMG R172                                  | 01/2016-05/2018                       |
| M276DE30AL | 88x82.1                | 2996             | 10.7                     | Iniezione diretta biturbo                 | 367/ 5500-6000 | 520/ 2000-4200  | Mercedes-Benz GLC 43 AMG X253                                  | 06/2016-04/2019                       |
| M276DE30AL | 88x82.1                | 2996             | 10.7                     | Iniezione diretta biturbo                 | 390/ 5500-6000 | 520/ 2500-4500  | Mercedes-Benz GLC 43 AMG X253                                  | dal 07/2019                           |
| M276DE30AL | 88x82.1                | 2996             | 10.7                     | Iniezione diretta biturbo                 | 390/6100       | 520/ 2500-5000  | Mercedes-Benz C43 AMG W205                                     | dal 04/2018                           |
| M276DE30AL | 88x82.1                | 2996             | 10.7                     | Iniezione diretta biturbo                 | 390/6100       | 520/ 2500-5000  | Mercedes-Benz SLC 43 AMG                                       | 05/2018-03/2020                       |
| M276DE30AL | 88x82.1                | 2996             | 10.7                     | Iniezione diretta biturbo                 | 390/6100       | 520/ 2500-5000  | Mercedes-Benz GLE 43 AMG (W166 e C292)                         | 07/2017-11/2019                       |
| M276DE30AL | 88x82.1                | 2996             | 10.7                     | Iniezione diretta biturbo                 | 401/6100       | 520/ 2500-5000  | Mercedes-Benz E43 AMG 4MATIC W213                              | 07/2016-04/2018                       |
| M276E30AL Hybrid | 88x82.1                | 2996             | 10.5                     | Iniez. diretta biturbo + motore elettrico | 4423           | 6504            | Mercedes-Benz S500 Plug-in Hybrid V222                         | 09/2014-04/2017                       |
| M276E30AL Hybrid | 88x82.1                | 2996             | 10.5                     | Iniez. diretta biturbo + motore elettrico | 4423           | 6504            | Mercedes-Benz GLE 500e W166                                    | dal 08/2015                           |
| M276DE35AL | 92.9x86                | 3498             | 10.5                     | Iniezione diretta biturbo                 | 333/ 5250-6000 | 480/ 1200-4000  | Mercedes-Benz E400 W212                                        | 09/2014-07/2016                       |
| M276DE35AL | 92.9x86                | 3498             | 10.5                     | Iniezione diretta biturbo                 | 333/ 5250-6000 | 480/ 1200-4000  | Mercedes-Benz E400 Coupé e Cabriolet                           | dal 09/2014                           |
| M276DE35AL | 92.9x86                | 3498             | 10.5                     | Iniezione diretta biturbo                 | 333/ 5250-6000 | 480/ 1200-4000  | Mercedes-Benz E400 4MATIC W213                                 | 07/2016-04/2018                       |
| M276DE35AL Hybrid | 92.9x86                | 3498             | 10.5                     | Iniez. diretta + motore elettrico         | 3645           | 5466            | Infiniti Q50 Hybrid                                            | dal 09/2013                           |
| M276DE35AL Hybrid | 92.9x86                | 3498             | 10.5                     | Iniez. diretta + motore elettrico         | 3645           | 5466            | Infiniti M35h                                                  | 04/2011-08/2013                       |
| M276DE35AL Hybrid | 92.9x86                | 3498             | 10.5                     | Iniez. diretta + motore elettrico         | 3645           | 5466            | Infiniti Q70 Hybrid                                            | dal 09/2013                           |
| Note: 1A partire dal maggio 2013 la denominazione di questi modelli perde la dicitura BlueEFFICIENCY, mutando così in E300 ed E350 2I dati di potenza e coppia indicati si riferiscono alla somma delle potenze massime dei due motori, quello termico (306 CV e 370 Nm) e quello elettrico (27 CV e 250 Nm) 3Il valore espresso nasce dalla combinazione (ma non dalla somma) dei due valori di potenza massima del propulsore termico (333 CV fra 5250 e 6000 giri/min) e quello elettrico (116 CV) 4Il valore espresso nasce dalla combinazione (ma non dalla somma) dei due valori di coppia massima del propulsore termico (480 Nm fra 1600 e 4000 giri/min) e quello elettrico (340 Nm) 5Il valore indicato nasce dalla combinazione (ma non dalla somma) dei due valori di potenza massima del propulsore termico (306 CV a 6800 giri/min) e del motore elettrico (68 CV) 6Il valore espresso nasce dalla combinazione (ma non dalla somma) dei due valori di coppia massima del propulsore termico (350 Nm a 5000 giri/min) e quello elettrico (270 Nm) |                        |                  |                          |                                           |                |                 |                                                                |                                       |